# Sphenoidoptera dubius
Sphenoidoptera dubius är en tvåvingeart som först beskrevs av Macquart 1846.  Sphenoidoptera dubius ingår i släktet Sphenoidoptera och familjen svävflugor.
Artens utbredningsområde är Franska Guyana. Inga underarter finns listade i Catalogue of Life.